# Laurent Fuahea
Lolesio (Laurent) Fuahea (* 5. September 1927 in Hihifo; † 2. Dezember 2011 bei Lano, Wallis und Futuna) war ein tongaischer Geistlicher und römisch-katholischer Bischof von Wallis und Futuna.

## Leben
Fuahea studierte am Kleinen Seminar in Lano und von 1950 bis 1957 Katholische Theologie und Philosophie am Seminar von Païta in Neukaledonien. Er lehrte zwei Jahre am Kleinen Seminar in Lano und empfing am 21. Dezember 1957 die Priesterweihe für das Bistum Wallis und Futuna. Er war Pfarrer von Sigavé auf der Insel Futuna, einer nordöstlich von Fidschi im Südpazifik gelegenen Insel, die zum französischen Übersee-Territorium Wallis und Futuna gehört. Zudem war er Seelsorger in Nantes Métropole und Samoa.
Papst Paul VI. ernannte ihn am 2. März 1972 zum Titularbischof von Bagai und bestellte ihn zum Weihbischof im Bistum Wallis und Futuna. Der Bischof von Wallis und Futuna Michel-Maurice-Augustin-Marie Darmancier SM spendete ihn am 16. Juli 1972 die Bischofsweihe; Mitkonsekratoren waren Pio Taofinu’u SM, Bischof von Apia, und Patelisio Punou-Ki-Hihifo Finau SM, Bischof von Tonga. Fuahea war erster indigener Bischof im Bistum Wallis und Futuna.
Am 25. April 1974 ernannte ihn Papst Paul VI. zum Bischof von Wallis und Futuna. Am 20. Juni 2005 nahm Papst Benedikt XVI. sein altersbedingtes Rücktrittsgesuch an.
Er war Offizier der Ehrenlegion.